# Cheiracanthium punctipedellum
Cheiracanthium punctipedellum – gatunek pająka z rodziny zbrojnikowatych.

## Taksonomia
Gatunek ten opisany został po raz pierwszy w 1949 roku przez Ludovica di Caporiacca na łamach „Commentationes Pontificia Academia Scientiarum”. Opisu dokonano na podstawie pojedynczej samicy odłowionej w 1946 roku. Jako lokalizację typową wskazano Mau Range 150 km na północny wschód od Nairobi w Kenii; lokalizacja ta znajduje się współcześnie w hrabstwie Nyandarua. W 2007 roku Leon N. Lotz dokonał redeskrypcji owej samicy, a w 2015 roku jako pierwszy opisał samca z tego gatunku.

## Morfologia
Samiec ma ciało długości od 6 do 6,7 mm przy karapaksie długości od 2,8 do 3 mm i szerokości od 2,1 do 2,5 mm, samica zaś ma ciało długości 8,1 mm przy karapaksie długości 3,7 mm i szerokości 2,5 mm. Szczękoczułki są przysadziste, pozbawione guzka nasadowego, o długich pazurach jadowych i sześciu różnej wielkości zębach na krawędziach bruzdy; największy jest drugi ząbek krawędzi przedniej, a najmniejszy pierwszy ząbek krawędzi przedniej. Kolejność par odnóży od najdłuższej do najkrótszej to I, II, IV, III u samca i I, IV, II, III u samicy. Opistosoma (odwłok) jest żółtoszara, pozbawiona znaku nad sercem, u samca bardziej wydłużona niż u samicy.
Genitalia samicy mają szerszą niż dłuższą płytkę płciową z wklęśnięciem pośrodku, na którego to krawędziach bocznych umieszczone są przednio-środkowo otwory kopulacyjne. Przewody kopulacyjne biegną najpierw przednio-środkowo, następnie tworzą pętlę i kierują się w bok, po czym zakrzywiają z tyłu od przednio-środkowych wierzchołków spermatek, do których to przewody zapłodnieniowe uchodzą tylno-środkowo.
Nogogłaszczki samca mają ponad dwukrotnie dłuższe od goleni cymbium z prosto dosiebnie skierowaną i na szczycie zaostrzoną apofizą, apofizę retrolateralną goleni o pojedynczym, bardziej niż u C. molle zaokrąglonym wierzchołku, krótką apofizę dorsolateralną goleni o zaostrzonym szczycie w części grzbietowo-bocznej, długą i zesklerotyzowaną apofizę tegularną o szerokim wierzchołku, niemal otaczający tegulum embolus oraz wyraźnie widoczny, acz niezesklerotyzowany konduktor.

## Ekologia i występowanie
Pająk znajdywany na drzewach.
Gatunek afrotropikalny, znany z Kenii, Rwandy i DR Konga.